# Плотогон

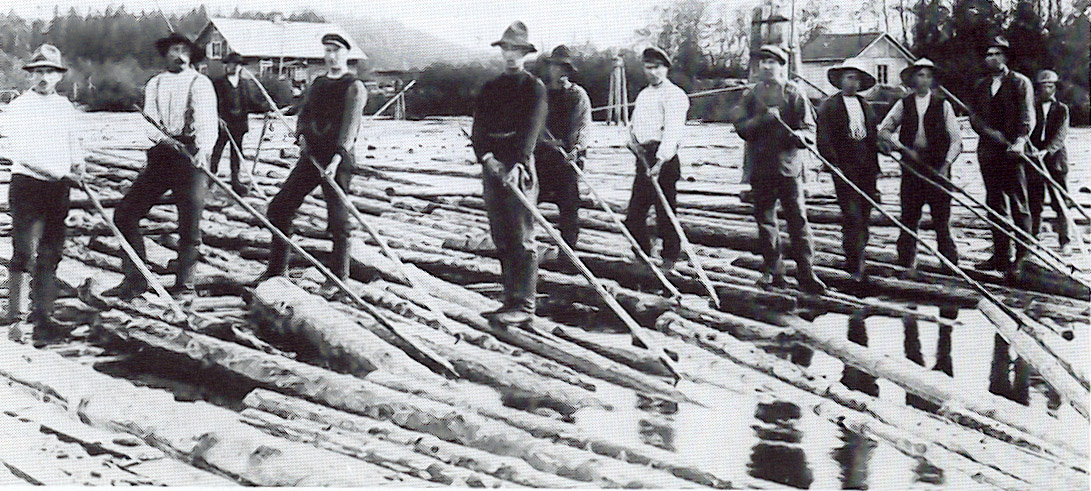
Плотогони на річці Кларельвен у Норвегії

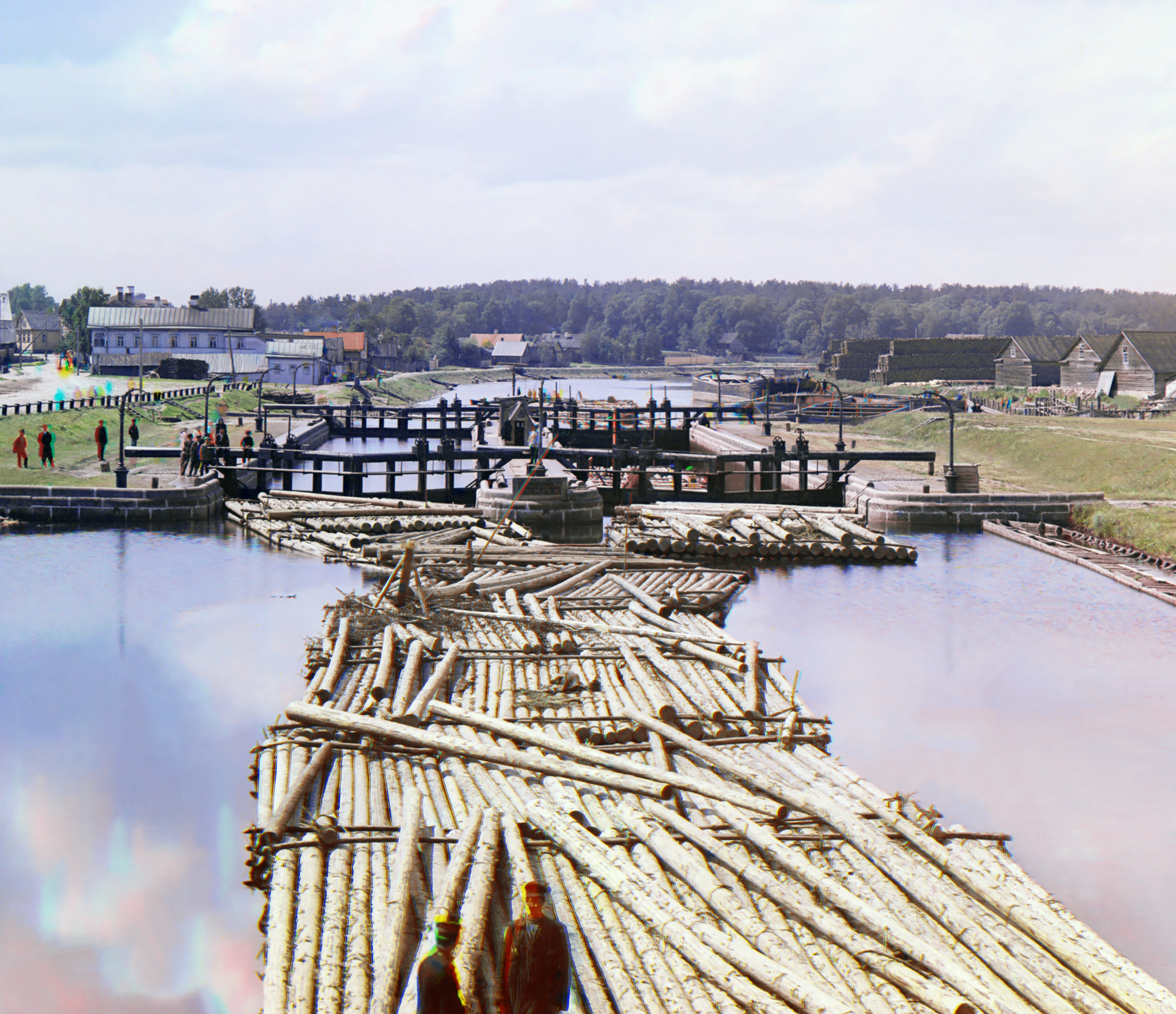
Сплав лісу плотами через канал Імператора Петра Великого, Шліссельбург. С. М. Прокудін-Горський, 1909

Плотого́н (також плотово́д або плота́р) — професія працівника, що займається перегонкою плотів по річках.
Перегонка плотів по річках при заготівлі лісу широко використовується лісозаготівельною промисловістю. Іноді це єдиний економічно виправданий спосіб доставки спиляного лісу з місць рубки до місць первинної переробки та перевалки пиломатеріалів на інші види транспорту.
Плотогони повинні керувати рухом плота на річках з неспокійкою течією, швидко ліквідовувати виникаючі затори. Для цього їм доводиться перестрибувати з однієї зв'язки плота на іншу, ризикуючи бути розчавленими або покаліченими.
Робота плотогона вкрай небезпечна і вимагає хорошої фізичної витривалості.
На Бойківщині та Гуцульщині представників цієї професії називали «бокорашами», на Поліссі — «плисаками».